# Jean-Marie Carron
Pas d'image ? Cliquez ici
Jean-Marie Carron, né le 16 juillet 1951, est un pilote automobile suisse, engagé en rallyes automobiles.

## Biographie
Ce pilote a débuté dans le championnat suisse en 1975, pour y briller durant plus de vingt ans.
Il a participé à deux épreuve du WRC en 1988 (Monte-Carlo et Suède), et à huit épreuves comptant pour l'ERC entre 1983 et 1997.
Ses principaux copilotes ont été  Sébastien Racine (1987 à 1991) et Christian Monnet (1992 à 1995).
Son épouse Marie-Jeanne Carron a parfois été aussi sa copilote, en 1996 et 1997 (sur Ford Escort RS).
Son frère aîné Philippe Carron, né le 6 avril 1944, a été champion national en 1978 (sur Porsche 911 Carrera et Fiat 131 Abarth ; copilote Daniel Siggen) (5e en 1979 avec la Fiat 131 Abarth), vainqueur des trois premières épreuves de la saison avec la Porsche 911(Rallye des Neiges, Critérium Jurassien et Critérium Neuchâtelois (récidive en 1980 dans ce dernier, et aussi dans le Rallye 13 Étoiles en 1981, et le Rallye du Vin en 1982). Il a aussi participé à trois éditions du rallye Monte-Carlo WRC, entre 1981 et 1989.
Leur troisième frère Christian Carron a quant à lui remporté le Rallye d'Uri en 1980.
Tous trois participèrent de concert au championnat suisse jusqu'en 1988.
Son neveu, Sébastien Carron né le 25 mars 1978, court également en rallyes et a remporté le titre de champion suisse 2014.

## Palmarès de Jean-Marie

### Titres
- Double Champion de Suisse des Rallyes : 
  - 1975, sur Porsche 911 Carrera (copilote Pierre Schaer) ;
  - 1981, sur Porsche 911 (copilote Ugo Rattazzi) ;
  - Vice-champion de Suisse des rallyes : 1976 (sur Porsche 911 Carrera ; copilote P.Schaer) ;
  - Vice-champion de Suisse des rallyes : 1992 et 1995 (sur Ford Escort Cosworth ; copilote Christian Monnet) ;
  - 3e du championnat de Suisse en 1987 (sur Volkswagen Golf GTI ; copilote Sébastien Racine) ;
  - 3e du championnat de Suisse en 1993 et 1994 (sur Ford Escort Cosworth ; copilote Chr.Monnet).

### 19 victoires en championnat de Suisse
- Rallye du Vin : 1975 ;
- Rallye de Court : 1975 et 1976 ;
- Rallye 333 : 1975 et 1976 ;
- Rallye d'Uri : 1976 ;
- Rallye Saint-Cergue : 1979 (avec Jacquemet) ;
- Rallye 13 Étoiles : 1979 (avec Jacquemet) ;
- Rallye de Reichstadt : 1981 et 1985 ;
- Rallye Coupe Liburne : 1981 ;
- Rallye du Vin et du Valais : 1981 ;
- Rallye de la Laine : 1982, 1983 et 1993 ;
- Critérium Jurassien : 1983, et 1985 (saison sur Audi Quattro, avec Lattion) ;
- Rallye des Lacs : 1995 ;
- Rallye des Alpes Vaudoises : 1995.

### Record du monde
(pour le constructeur Volkswagen, à Ehra Lessien en Catégorie A1, Groupe 1)
- 5 000 kilomètres sur VW Golf (classe 7), avec Jochi Kleint, Bernd Ostmann et Kriss Nissen, à 240,320 km/h de moyenne, le 24 mai 1987.